# Wartberg im Mürztal
Wartberg im Mürztal est une ancienne commune autrichienne du district de Bruck-Mürzzuschlag en Styrie. Elle a fusionné le 1er janvier 2015 avec Mitterdorf im Mürztal et Veitsch pour former Sankt Barbara im Mürztal.

## Géographie
Wartberg im Mürztal est situé sur la Mürz, un affluent dans le nord-est de la Mur dans le nord-est de la Styrie.

## Histoire
La première mention de Wartberg remonte à 1158 (sous le nom de Wartperch). La commune a été créée en 1850 et regroupe les villages de Wartberg, Scheibsgraben, Mitterdorf et Lutschaun. En 1906 Mitterdorf et Lutschaun sont détachés de Wartberg. De 1945 à 1955 Wartberg fait partie de la zone d'occupation britannique.